# An Thạnh Đông
An Thạnh Đông là một xã thuộc huyện Cù Lao Dung, tỉnh Sóc Trăng, Việt Nam.

## Địa lý
Xã An Thạnh Đông nằm ở phía đông huyện Cù Lao Dung, có vị trí địa lý: 
- Phía đông và phía bắc giáp tỉnh Trà Vinh qua sông Hậu
- Phía tây giáp thị trấn Cù Lao Dung và các xã An Thạnh Tây, An Thạnh 2
- Phía nam giáp xã An Thạnh 2.

Xã An Thạnh Đông có diện tích 40,27 km², dân số năm 2022 là 11.971 người, mật độ dân số đạt 297 người/km².
Xã An Thạnh Đông có địa giới hành chính bao gồm toàn bộ cù lao Cồn Cộc, được bao bọc bởi sông Hậu và sông Cồn Cộc.

## Hành chính
Xã An Thạnh Đông được chia thành 9 ấp: Đặng Trung Tiến, Đền Thờ, Lê Minh Châu A, Lê Minh Châu B, Nguyễn Công Minh A, Nguyễn Công Minh B, Nguyễn Công Minh C, Tăng Long, Trương Công Nhựt.

## Lịch sử
Ngày 11 tháng 1 năm 2002, Chính phủ ban hành Nghị định số 04/2002/NĐ-CP về việc thành lập xã An Thạnh Đông trên cơ sở 4.195,84 ha diện tích tự nhiên và 9.159 người của xã An Thạnh 2.
Ngày 4 tháng 10 năm 2016, Thủ tướng Chính phủ ban hành Quyết định số 1900/QĐ-TTg về việc công nhận xã An Thạnh Đông là xã đảo.

## Văn hóa
Đền thờ Bác Hồ được Bộ Văn hóa – Thông tin (nay là Bộ Văn hóa, Thể thao và Du lịch) xếp hạng di tích lịch sử – văn hóa cấp Quốc gia tại Quyết định số 53/2001/QĐ-BVHTT ngày 28/12/2001.